# Slerok
Slerok is een bestuurslaag in het regentschap Tegal van de provincie Midden-Java, Indonesië. Slerok telt 14.834 inwoners (volkstelling 2010).